# Christopher Dodd
Christopher John Dodd (ur. 27 maja 1944 w Willimantic, Connecticut) – amerykański polityk, senator ze stanu Connecticut (wybrany w 1980 i ponownie w 1986, 1992, 1998 i 2004), członek Partii Demokratycznej.
Jest synem senatora Thomasa J. Dodda. Ubiegał się o partyjną nominację w wyborach prezydenckich w 2008, jednak już po pierwszych prawyborach zrezygnował.

## Odznaczenia
- Presidential Citizens Medal – 2025[1]